# IJzerenleen

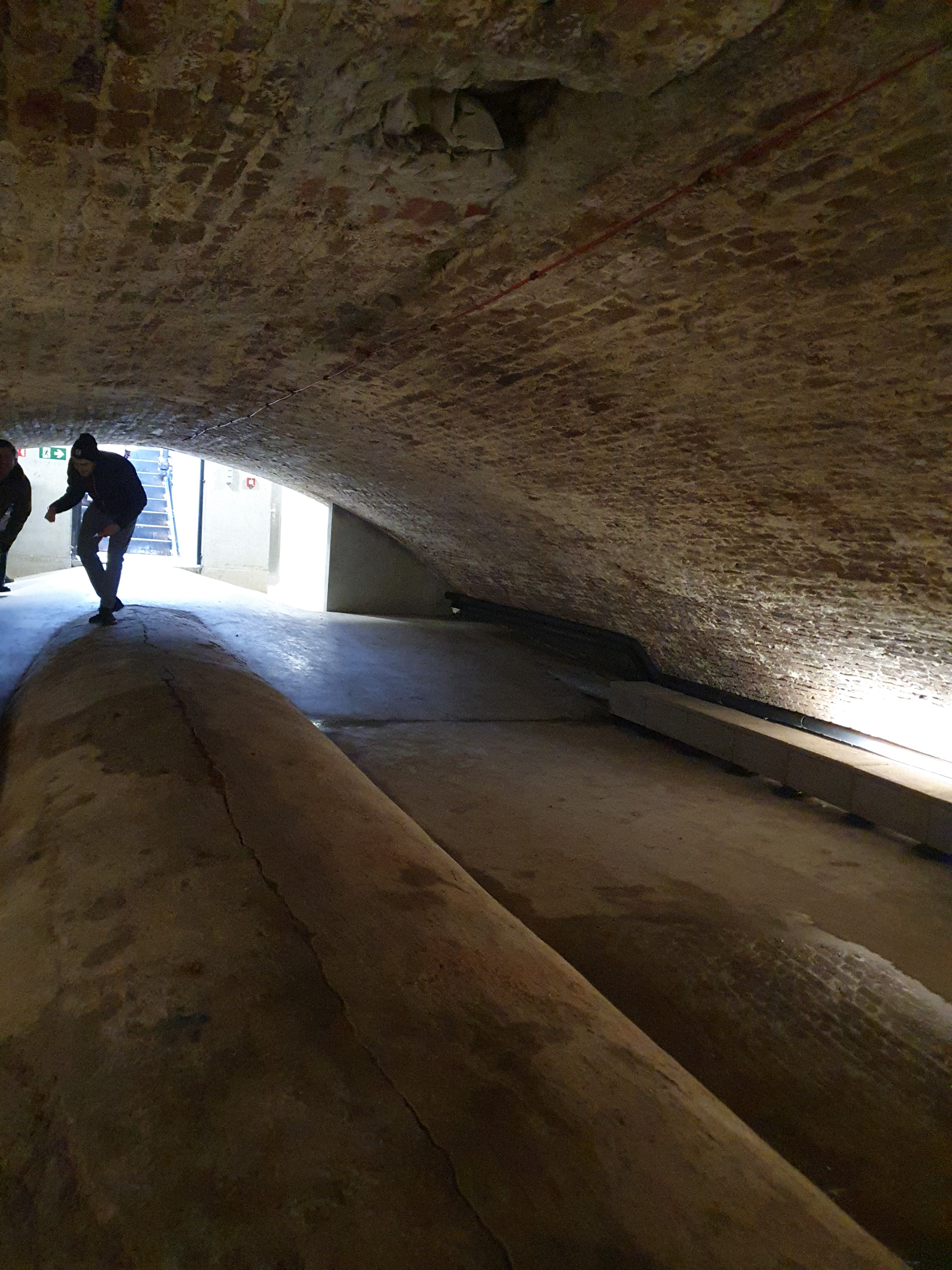
De vlietenkelder onder de IJzerenleen

De IJzerenleen is een van de belangrijkste centrumstraten in de Belgische stad Mechelen. Ze is gelegen tussen de Grote Markt, de Vismarkt en (via de Grootbrug) de Korenmarkt.
De breedte van de straat komt door het feit dat er vroeger een vliet in het midden van de IJzerenleen lag. Hier legden in de middeleeuwen schepen aan om vis te verkopen. Over een deel van de vliet werd in 1279 een houten vloer gelegd. Op deze Visbrug werd een vismarkt gehouden. In 1380 werd de vliet hier overwelfd. De handelsfunctie werd verplaatst omstreeks 1530 naar de Zoutwerf. In de volgende jaren werd de vliet afgezet met ijzeren leuningen waaraan de straat haar naam te danken heeft.
Voor het Schepenhuis, dat de IJzerenleen scheidt van de Grote Markt, lagen voor de Eerste Wereldoorlog het Vleeshuis en het gildehuis van de handboogschutters (ook Huis Sint-Rumoldus). Deze gebouwen, net als de meeste oude panden aan de IJzerenleen, werden zwaar beschadigd bij een Duits bombardement in 1914. Ze werden afgebroken en aan de IJzerenleen werden vanaf 1919 tot in de jaren 1930 nieuwe panden opgetrokken.
Sinds 1 juli 2020 valt de IJzerenleen binnen de autoluwe zone van de binnenstad.

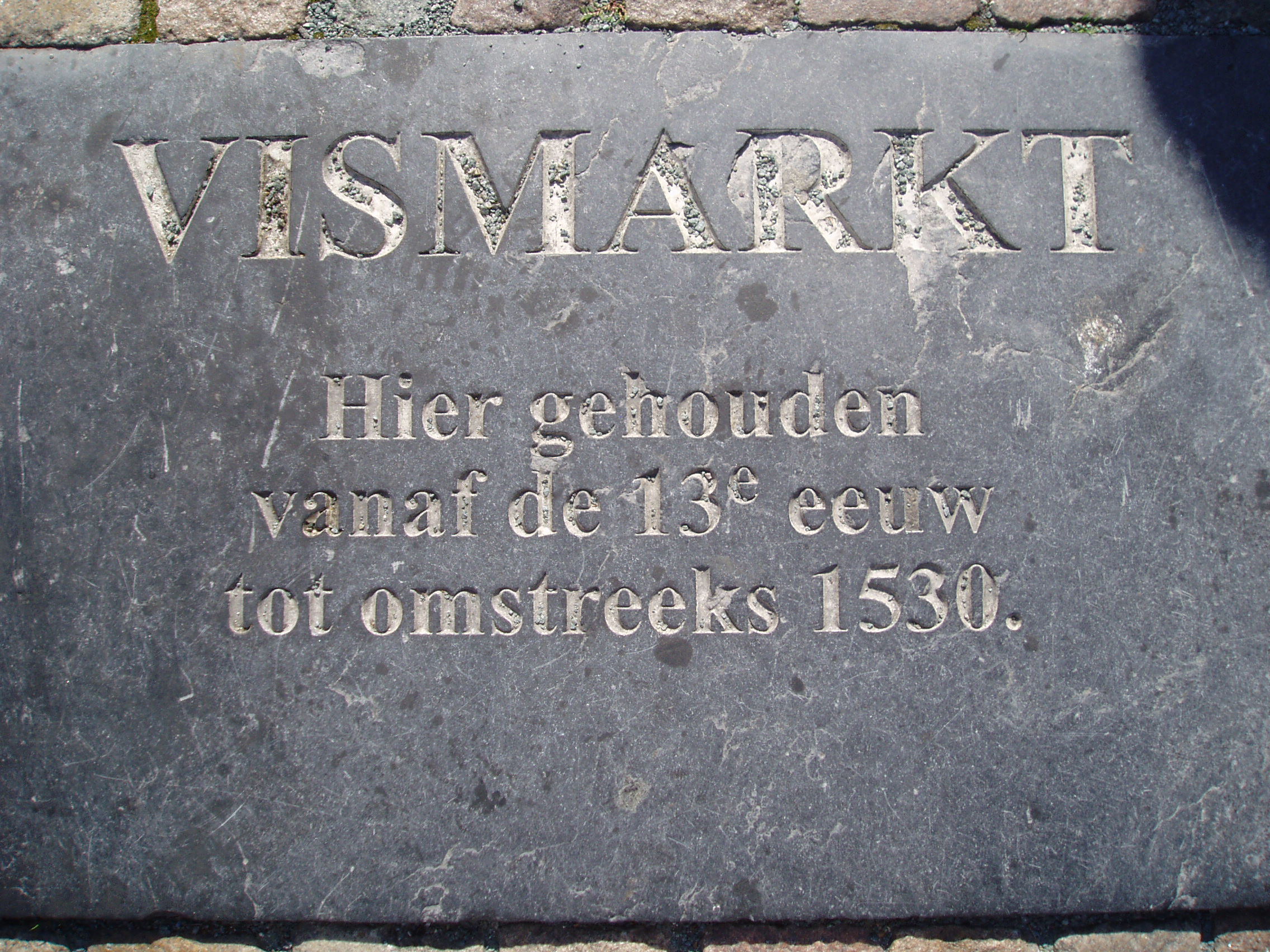
Steen die wijst op de vroegere vismarkt